# Ökobeton
Als Ökobetone werden Betone bezeichnet, die derart zusammengesetzt sind, dass die aus der Herstellung der Ausgangsstoffe und der Betonherstellung resultierende Umweltbelastung möglichst gering ist. In der Regel weichen die Mischungszusammensetzungen dieser Betone von den normativen Vorgaben zur Betonzusammensetzung (z. B. in EN 206 / DIN 1045-2) ab. Daher ist in diesen Fällen eine Zustimmung im Einzelfall von der Landesbaubehörde oder eine allgemeine bauaufsichtliche Zulassung erforderlich. Eine solche Zulassung gibt es bereits für Innenbauteile (Betonfertigteile) der Expositionsklasse XC1.

## Bedeutung des Ökobetons
Die enorme Bedeutung des Betonbaus bei der Verwirklichung der national und international angestrebten Ziele zum Klimaschutz wird durch die Tatsache verdeutlicht, dass die Herstellung des Betonausgangsstoffes Zement mit einem Kohlendioxidausstoß von ca. fünf Prozent der weltweiten Emission verbunden ist.
Eine deutliche Verbesserung der Ökobilanz von Beton ist durch die Verringerung des Anteils an Portlandzementklinker möglich. Sicherzustellen sind dabei die gewünschten Anforderungen an die Frisch- und Festbetoneigenschaften, wie zum Beispiel Fließfähigkeit, Verarbeitbarkeitsdauer, Früh- und Endfestigkeit und Dauerhaftigkeit.
Insgesamt weisen die zementreduzierten Ökobetone gegenüber den herkömmlich eingesetzten Betonen ein um ca. 30 % bis 70 % verringertes Treibhauspotential auf.

## Herstellung und Eigenschaften

### Zusammensetzung
Durch die Reduzierung des Wassergehaltes, die Umstellung auf ein Hochleistungsfließmittel und eine deutliche Erhöhung des Gehaltes an umweltfreundlichen reaktiven und inerten Feinstoffen, wie z. B. Hüttensand, Flugasche, andere Puzzolane oder Kalksteinmehl, kann eine signifikante Reduzierung des Anteils an Portlandzementklinker bei Beibehaltung der gewünschten Eigenschaften erreicht werden. Diese Stoffe können entweder direkt im Zement enthalten sein oder separat bei der Betonherstellung als Betonzusatzstoff zugegeben werden.
Durch das vorgestellte Prinzip wird in der Regel eine Klinkerreduzierung von ca. 30 % erreicht.

### Besondere Eigenschaften
Bei der Herstellung von Ökobetonen wurde in der Forschung in erster Linie versucht, einen ökologisch besseren Beton mit gleicher Druckfestigkeit zu erzeugen. Durch die Reduktion des Zementanteils geht aber eine Veränderung anderer Eigenschaften einher. Beispielsweise zeigen Versuche, dass einige Ökobetone deutlich schneller und stärker durch Frost-Tau-Wechsel angegriffen werden, was den Einsatz für Außenbauteile einschränkt. Das Kriechen und Schwinden wird hingegen bei bestimmten Zusammensetzungen deutlich reduziert.